# 印度黄脊蝗
印度黄脊蝗，又称条背土蝗，是一种主要分布于印度和东南亚的蝗虫。条背蝗虫通常独居，而印度于1901年至1908年间发生了由这种蝗虫引发的蝗灾。该国自1927年起再无发现蝗群。有学者认为，由于农业用地方式的更替，印度黄脊蝗的生活方式发生了急剧变化。

## 体色变化
新捕获的若虫躯干呈绿色，带有黑点。随着若虫的成长和蜕皮，印度黄脊蝗显现出不同的颜色，有些呈纯绿色，有些呈橙棕色，在每个翅芽底部有一个黑点。临近成虫的印度黄脊蝗首先是纯棕色，背部有黄色的条带，前胸呈深色。六至八星期后，蝗虫的整体颜色变深，变成深玫瑰红色。第二年印度黄脊蝗成虫，呈现深棕色。

## 分布
印度黄脊蝗主要分布于印度和东南亚，在西亚也有分布。其主要的繁殖栖息地是海拔约1,500米的草原、灌木丛和孤立的树木。1927年后在印度再无发现此一物种的蝗群，有研究认为这是因为人类开垦农地，把草原开发成耕田，影响了印度黄脊蝗的栖息。在印度以外，印度黄脊蝗不显群居习性，而在森林砍伐后成为当地的害虫之一。

## 生命周期
印度黄脊蝗成虫后，首先经历长达整个干冷季节的滞育期，雨季来临时，其发育成熟，开始繁殖。举例来说，在日本南部分布的印度黄脊蝗自六月至次年三月滞育，有研究证明春季时间漫长会导致该虫生殖状态改变。印度黄脊蝗在印度于六月和七月产卵，在马来西亚于八月和九月产卵，在泰国于三月和四月产卵。
雌性印度黄脊蝗在松软的土中产下一至四个卵荚，每个卵荚容纳多至150颗卵。这些卵根据环境不同在四至八星期后孵化，若虫经七个阶段，在数月内发育成接近成虫。雌性成虫每年仅产卵一次。在泰国，若虫以短草为食，但在第三次蜕去外骨骼后就以玉米等农作物为食。它们在早间爬上植物顶端，中午移动到阴凉处，下午再移动到植物西侧朝向太阳的一方。接近成虫的印度黄脊蝗群在相邻的几棵植物上生存，当作物收割后，它们会再回到草地上。

## 群行行为
目前为止仅在印度发现过表现出群行行为的印度黄脊蝗。印度在20世纪初的蝗灾就是由印度黄脊蝗引起，但自1927年起，当地农业用地格局发生变化，此后再无纪录证明其存在。印度黄脊蝗集聚在西高止山脉的森林中，在那里过冬，季风吹起之时便向东北移动到古吉拉特、印多尔、那格浦尔、海得拉巴和东高止山脉等处，分布范围约500,000平方公里。如果六月不下雨，种群就继续顺风移动到奥里萨、比萨尔、孟加拉邦等地。若是下雨，种群就会分散，雌性蝗虫产卵，大批蝗虫死亡。卵荚一般下在草地的变性土、烧过的小米田和田埂中。几星期后，虫卵孵化，最后发育成成虫，以草或成熟的小米为食。十月至十一月的东北风再把成虫送回西高止山脉，之后它们就白天觅食，晚上出动。